# 小臭鼩
小臭鼩（学名：Suncus etruscus）为鼩鼱科臭鼩属的动物。在中国大陆，分布于云南等地，主要生活于海拔450米热带森林。该物种的模式产地在意大利比萨。

## 保护
- 中国濒危动物红皮书等级：稀有